# Pocketful of Miracles
Pocketful of Miracles (bra: Dama por Um Dia; prt: Milagre por Um Dia) é um filme estadunidense de 1961, do gênero comédia, dirigido por Frank Capra, e estrelado por Glenn Ford, Bette Davis, Hope Lange e Arthur O'Connell. O roteiro de Hal Kanter e Harry Tugend foi baseado no conto "Madame la Gimp" (1929), de Damon Runyon, publicada na Cosmopolitan; e no filme "Lady for a Day" (1933), de Robert Riskin, também dirigido por Capra.
Filmado em Panavision, o filme foi a produção final de Capra e do ator veterano Thomas Mitchell, ao mesmo tempo em que marcou a estreia cinematográfica de Ann-Margret nas telas. Peter Falk foi indicado ao Oscar de melhor ator coadjuvante.

## Sinopse
Annie (Bette Davis) é uma pobre vendedora de Maçãs em Nova Iorque, que se vê diante de um problema quando sua filha Louise (Ann-Margret) – criada e educada na Europa – anuncia que irá se casar com Carlos (Peter Mann), um rapaz espanhol nobre e rico. A moça acredita que a mãe pertence à alta sociedade, e para não decepcionar a filha, Annie conta com a ajuda de Dave (Glenn Ford), um gângster que se esforça para que a humilde senhora pareça mesmo uma dama.

## Elenco
- Glenn Ford como Dave "o Cara" Conway
- Bette Davis como Apple Annie / Sra. E. Worthington Manville
- Hope Lange como Elizabeth "Queenie" Martin
- Arthur O'Connell como Conde Alfonso Romero
- Peter Falk como Joy Boy
- Thomas Mitchell como Henry G. Blake
- Edward Everett Horton como Hudgins
- Mickey Shaughnessy como Junior
- David Brian como Governador
- Sheldon Leonard como Steve Darcey
- Ann-Margret como Louise
- Jerome Cowan como Prefeito
- Peter Mann como Carlos Romero
- Ellen Corby como Soho Sal
- Jack Elam como Cheesecake
- Mike Mazurki como Big Mike
- Barton MacLane como Comissário de Polícia
- John Litel como Chefe de Polícia
- George E. Stone como Shimkey, o homem cego
- Jay Novello como Cônsul Espanhol
- Benny Rubin como Flyaway, advogado de Dave

## Produção
Frank Capra dirigiu "Lady for a Day" em 1933, e durante anos quis fazer uma refilmagem, mas os executivos da Columbia Pictures, que detinham os direitos de exibição, achavam que a história original era muito antiquada. Em meados da década de 1950, quando Hal B. Wallis se ofereceu para comprar os direitos como um veículo Paramount Pictures para Shirley Booth, o chefe da Columbia, Harry Cohn, decidiu oferecê-los a Capra, esperando que ele conseguisse atrair Booth para seu estúdio. Incapaz de persuadir Abe Burrows ou Garson Kanin a atualizar a história, Capra começou a trabalhar no roteiro sozinho. Sua versão moderna do enredo, que envolvia órfãos da Guerra da Coreia e uma fazenda de maçãs no Óregon, estava repleta de retórica da Guerra Fria e possuía "Ride the Pink Cloud" como título de produção. Cohn insistiu que Capra encontrasse um colaborador, mas achou que o rascunho enviado por Harry Tugend ainda não era bom, o que o fez deixar o projeto.
Em 1960, Capra comprou os direitos de exibição da Columbia por US$ 225.000, e fez um acordo com a United Artists, onde foi decidido que a história seria ambientada na década de 1930. Capra originalmente escalou Frank Sinatra como Dave, mas o ator retirou-se da produção depois de desentendimentos sobre o roteiro. Kirk Douglas, Dean Martin e Jackie Gleason rejeitaram o papel. Então, Glenn Ford abordou Capra e ofereceu ajudar a financiar o filme por meio de sua produtora, mas somente se ele fosse escalado para o papel principal. O diretor sentiu que Ford não era ideal para o filme, mas, desesperado, concordou com o acordo, que exigia que cada um deles recebesse 37,5% dos lucros do filme. Ford recebeu US$ 350.000 de adiantamento, e Capra apenas US$ 200.000. Como o filme não arrecadou mais do que seu custo, ele perdeu um adicional de US$ 50.000 no salário diferido.

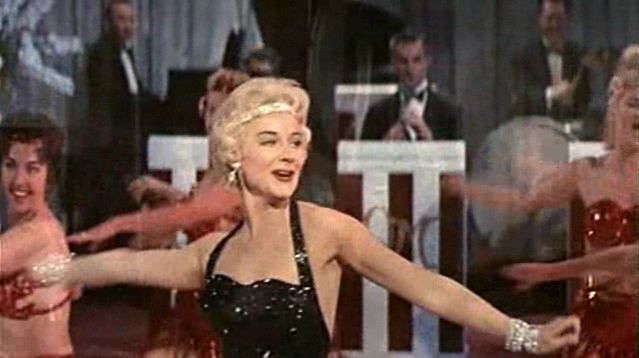
Hope Lange como Queenie Martin

Orçado em US$ 2,9 milhões, o filme começou a ser filmado em 20 de abril de 1961. Bette Davis foi escalada como Apple Annie, que aceitou o papel depois de Shirley Booth, Helen Hayes, Katharine Hepburn e Jean Arthur rejeitá-lo. Davis estava passando por dificuldades financeiras, e sua necessidade por um cheque de US$ 100.000 a fez retornar para Hollywood (seu último filme estadunidense havia sido "Storm Center", em 1956). Desde o início, ela entrou em conflito com Glenn Ford, que exigiu que Hope Lange, sua namorada na época, recebesse o camarim adjacente ao dele, que já havia sido atribuído a Davis. Bette graciosamente disse que qualquer camarim que ela recebesse seria adequado, observando que "os camarins nunca foram responsáveis pelo sucesso de um filme". Apesar de seu esforço para evitar uma situação desagradável, Davis recebeu o camarim que Lange queria, e a partir de então, Ford começou a tratá-la como uma atriz coadjuvante. Em uma entrevista, ele disse que era tão grato a Davis pelo apoio que ela lhe deu durante as filmagens de "Uma Vida Roubada" em 1946, que insistiu que ela fosse escalada como Apple Annie para reviver sua carreira decadente – um comentário condescendente que Davis nunca esqueceu ou perdoou.
Por causa do envolvimento de Ford com o financiamento do filme, Capra se recusou a intervir em qualquer um dos desentendimentos entre as duas estrelas, mas começou a sofrer com frequentes dores de cabeça incapacitantes como resultado do estresse.
Ann-Margret recebeu US$ 1.500 por semana.
As filmagens foram concluídas no final de junho de 1961, e Capra se esforçou dolorosamente para passar pelo período de pós-produção. Após sua conclusão, ele confessou preferir a refilmagem do que o original, embora a maioria dos críticos, e nos anos posteriores historiadores e fãs de filmes, discordaram de sua avaliação.

## Recepção
O Motion Picture Herald cobriu a prévia e deu boas notas ao filme, com a manchete da crítica "Pocketful of Dollars" prevendo um excelente desempenho de bilheteria. O Box Office confirmou que o filme "se classificou como um sucesso por expositores nas 20 cidades-chave em toda a nação". A crítica do The Hollywood Reporter achou o filme favorável, chamando-o de "uma meia de Natal cheia de alegria, engraçada, sentimental, romântica [e] francamente caprichosa".
Outros críticos foram mais cautelosos. A. H. Weiler, em sua crítica para o The New York Times, observou: "O Sr. Capra e sua trupe enérgica conseguem obter uma porção de risos dos caras e bonecos esquisitos do Sr. Runyon, mas sua sátira é datada e às vezes irregular e apática ... A repetição e um mundo enfrentado por problemas mais sombrios parecem ter sido uma competição excessivamente dura para este enredo". A revista Variety disse que o enredo "alterna desconfortavelmente entre humor e sentimento", e acrescentou: "A produção parece muito longa, considerando que nunca há dúvida quanto ao resultado, e também é muito letárgica, mas há compensações esporádicas de falas e situações que recompensam a paciência. Felizmente, Capra reuniu alguns dos melhores personagens de Hollywood para a tarefa ... As melhores falas do filme vão para Peter Falk ... [que] decola com o filme quando está no ar".
O editor veterano Pete Harrison, em sua crítica para o Harrison's Reports, classificou o filme apenas como "justo", citando a interpretação de Bette Davis da antiga personagem de May Robson: "O velho toque melancólico de Robson no papel está faltando. A entrega de Davis é afiada, cortante e quase fria ... Ela falha em conseguir sua simpatia. Apesar de todo o brilho individual mostrado pelos [atores coadjuvantes], esse não atinge seu objetivo geral". Elaine Rothschild, da Films in Review, não ficou impressionada: "Esta comédia inacreditável e desfavorável prova apenas que o diretor Frank Capra não aprendeu e nem esqueceu nada nos 28 anos que intervieram entre os dois filmes. Pocketful of Miracles não é apenas fora de moda, mas desatualizado, e assisti-lo é uma experiência dolorosa". A Filmink argumentou que Ann-Margret "é doce em um papel pequeno, mas importante, e uma das melhores coisas do filme; ela certamente causou mais impacto do que o cara que interpreta seu noivo, a outra 'descoberta', Peter Mann".
Os expositores protestaram contra o faturamento de Bette Davis, pois consideravam que isso teria um impacto negativo no desempenho da bilheteria.

## Prêmios e homenagens
| Ano  | Cerimônia                                    | Categoria                              | Indicado                                                | Resultado | Ref.          |
| ---- | -------------------------------------------- | -------------------------------------- | ------------------------------------------------------- | --------- | ------------- |
| 1961 | Globo de Ouro                                | Melhor filme – comédia ou musical      | Melhor filme – comédia ou musical                       | Indicado  | [ 13 ]        |
| 1961 | Globo de Ouro                                | Melhor ator em uma comédia ou musical  | Glenn Ford                                              | Venceu    | [ 13 ]        |
| 1961 | Globo de Ouro                                | Melhor atriz em uma comédia ou musical | Bette Davis                                             | Indicada  | [ 13 ]        |
| 1961 | Globo de Ouro                                | Melhor atriz revelação                 | Ann-Margret                                             | Venceu    | [ 13 ]        |
| 1961 | Laurel Awards                                | Melhor música                          | Jimmy Van Heusen & Sammy Cahn ("Pocketful of Miracles") | Indicado  |               |
| 1961 | Oscar                                        | Melhor ator coadjuvante                | Peter Falk                                              | Indicado  | [ 14 ] [ 15 ] |
| 1961 | Oscar                                        | Melhor figurino                        | Edith Head & Walter Plunkett                            | Indicado  | [ 14 ] [ 15 ] |
| 1961 | Oscar                                        | Melhor canção original                 | Jimmy Van Heusen & Sammy Cahn ("Pocketful of Miracles") | Indicado  | [ 14 ] [ 15 ] |
| 1961 | Prêmio dos Editores de Cinema Estadunidenses | Melhor edição de filme                 | Frank P. Keller                                         | Indicado  |               |
| 1961 | Prêmio Sindicato dos Diretores da América    | Melhor direção de filme                | Frank Capra                                             | Indicado  | [ 16 ]        |

O filme foi reconhecido pelo Instituto Americano de Cinema na seguinte lista:
- 2006: 100 Anos...100 Vivas – Indicado[17]

## Mídia doméstica
A MGM Home Entertainment lançou o filme em VHS em 1997, seguido pelo DVD para a Região 1 em 18 de setembro de 2001, que está em ecrã panorâmico não-anamórfico com faixas de áudio em inglês e espanhol, e com legendas em espanhol e francês. Em 18 de novembro de 2014, o filme recebeu um lançamento em Blu-ray para a Região 1, pela empresa Kino Lorber.

## Refilmagens
"Pocketful of Miracles" serviu como base para o filme de Hong Kong "Miracles" (1989), estrelado por Jackie Chan e Anita Mui, que foi mais tarde refeito como o filme indiano "Singh is Kinng" (2008), estrelado por Akshay Kumar e Katrina Kaif.